# Arge pullata
Arge pullata is een vliesvleugelig insect uit de familie van de Argidae. De wetenschappelijke naam van de soort is voor het eerst geldig gepubliceerd in 1859 door Ernst Gustav Zaddach.